# Szwedzkie Góry (Wielkopolski Park Narodowy)
Szwedzkie Góry (Oz Budzyński) – zespół pięciu wzniesień na ozie Bukowsko-Mosińskim, w jego wschodniej części, na terenie Wielkopolskiego Parku Narodowego (teren miasta Mosina), w sąsiedztwie obszaru ochrony ścisłej Jezioro Budzyńskie.

## Historia

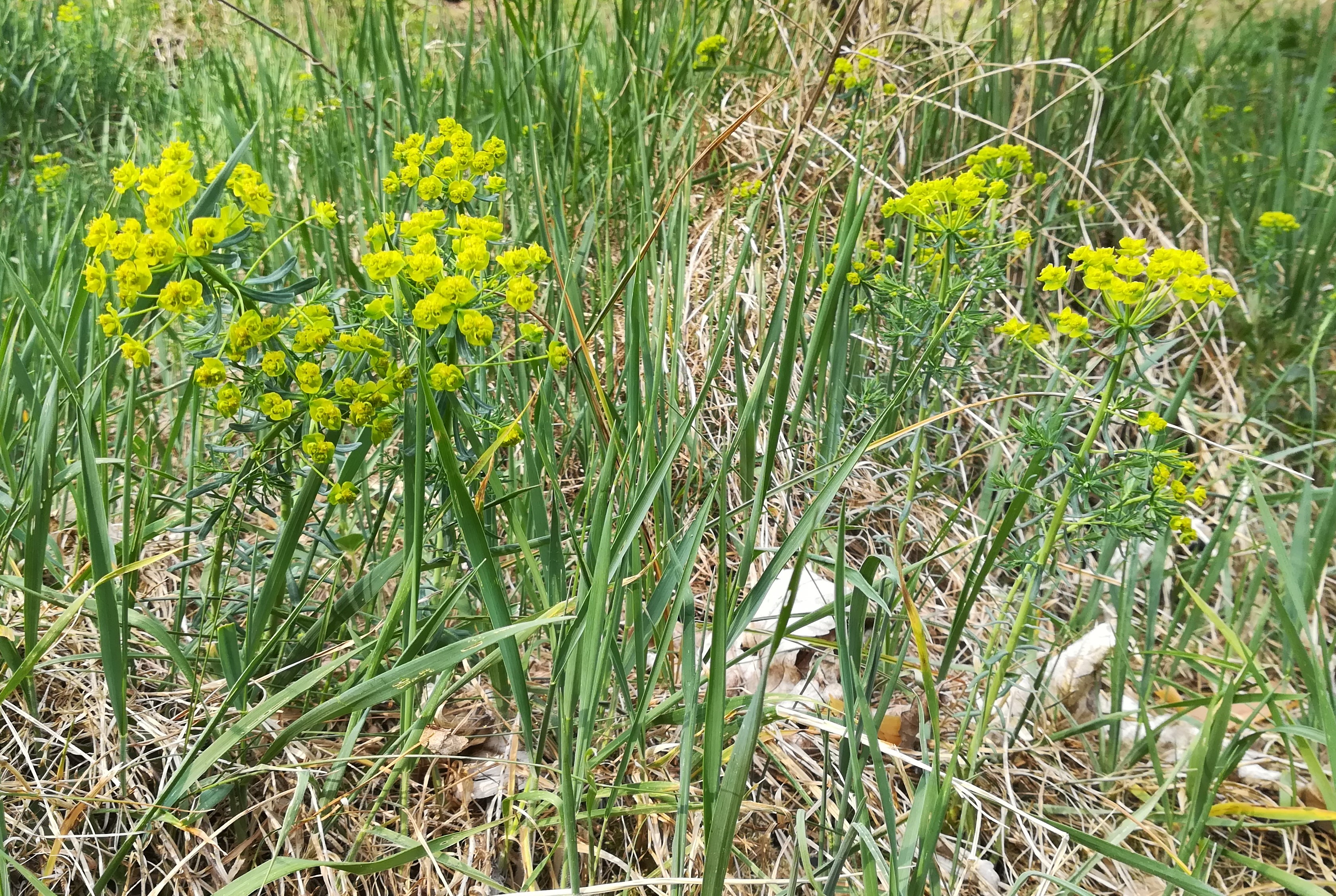
Wilczomlecz sosnka na terenie ozu

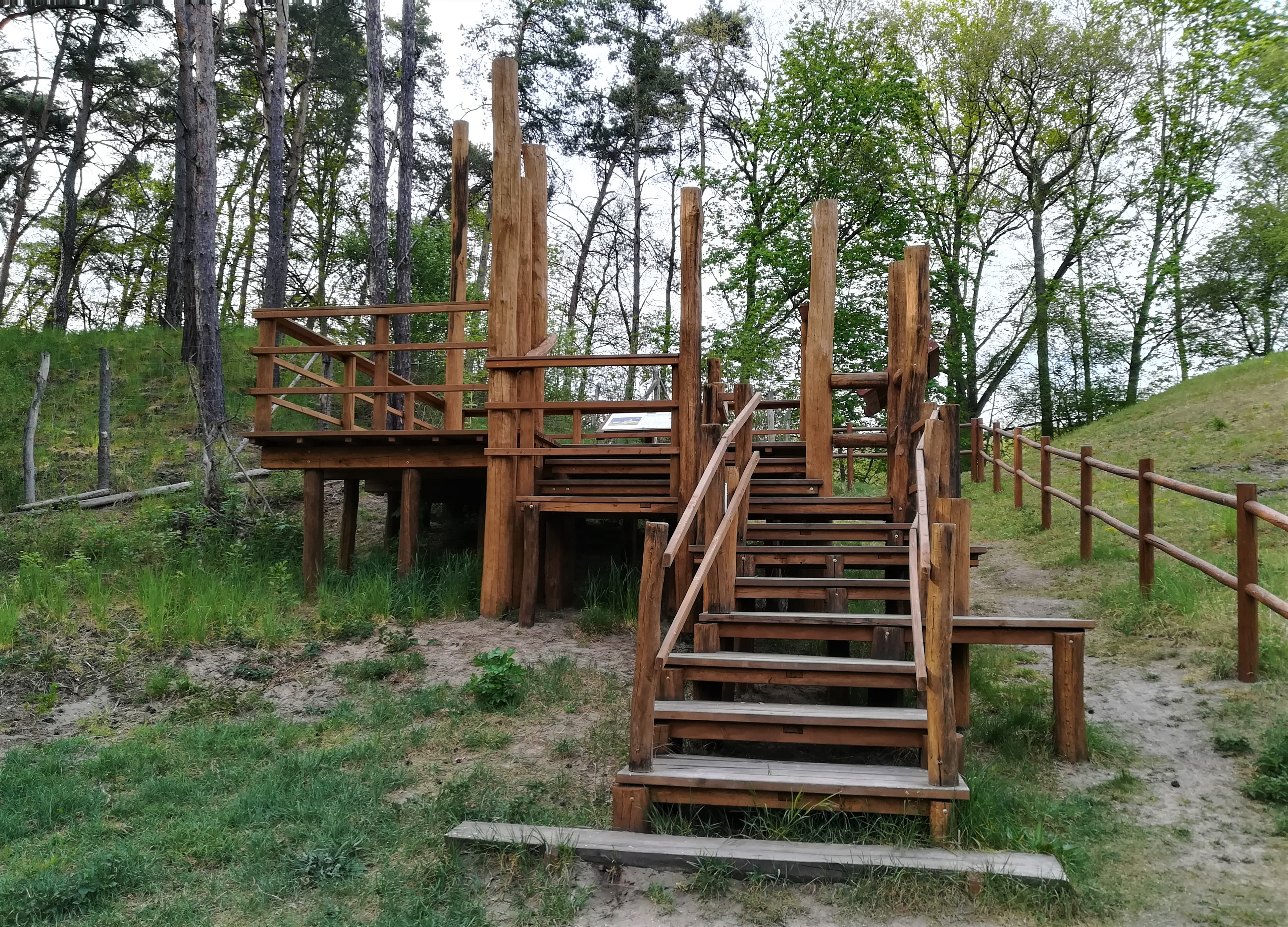
Platforma widokowa

Teren jest porośnięty głównie borem sosnowym, a zamyka go część składająca się z pięciu wylesionych pagórków, będących właściwymi Szwedzkimi Górami. W okresie średniowiecznym oz został przekształcony w celach obronnych - przekopano go w kilku miejscach, a uzyskanym materiałem podwyższono pozostałe formacje. W zagłębieniach, podczas prac archeologicznych, zostały znalezione różnorakie odpadki (fragmenty naczyń glinianych, kości zwierzęce i groty bełtów). Według legendy w czasie potopu szwedzkiego stacjonowały tu wojska szwedzkich najeźdźców, co dało asumpt obecnej nazwie.

## Przyroda
Na terenie południowej części ozu od 2012 wykonano w ramach projektu POIS.05.01.00-00-365/12 Ochrona in situ siedlisk Natura 2000 oraz zagrożonych gatunków flory na terenie Ostoi Wielkopolskiej i Wielkopolskiego Parku Narodowego zabiegi ochronne zmierzające do przekształcenia lasów zniekształconych dawną gospodarką leśną i rewitalizacji muraw napiaskowych z roślinnością stepową. Murawy takie zajmowały dawniej na terenie Wielkopolskiego Parku Narodowego około 20 hektarów, ale m.in. z uwagi na sukcesję wtórną ich powierzchnia znacząco się skurczyła. Naraża to na szkodę związane z nimi gatunki flory i fauny, ściśle uzależnione od ekosystemu o niskiej wilgotności i wysokich temperaturach. Proces zanikania muraw napiaskowych na terenie Ozu Budzyńskiego opisano po raz pierwszy w 2005. Końcówka ozu, położona przy chronionym jeziorze Budzyńskim, przestała być ekstensywnie użytkowana rolniczo i doszło tu do zaniku muraw oraz rozwoju roślinności krzewiasto-drzewiastej z dominującym udziałem klona jesionolistnego (gatunku inwazyjnego). Podczas prac przywracających murawy usunięto rośliny drzewiaste i krzewiaste, przy jednoczesnym zachowaniu stromych stoków ozów. W związku z podjętymi działaniami zwiększył się udział roślin charakterystycznych dla muraw napiaskowych, takich jak: chaber nadreński, pięciornik piaskowy, wilczomlecz sosnka, przytulia właściwa oraz dziewanna firletkowa.
Lokalną faunę owadów reprezentują m.in.: kosarz pospolity, konik ciepluszek i paź królowej.

## Turystyka
Do Szwedzkich Gór wyznakowano ścieżkę edukacyjną (czerwone trójkąty), której początek znajduje się na parkingu na Pożegowie, a koniec na drewnianej platformie widokowej nad jeziorem Budzyńskim.